# Ispois herrgård
Ispois herrgård (finska: Ispoisten kartano) är en herrgårdsbyggnad i Katrinedal, Åbo. Den nuvarande huvudbyggnaden färdigställdes 1784 och har byggts om ett flertal gånger.
Det förutvarande frälsesäteriet köptes 1783 av Arndt Winter. Under andra halvan av 1900-talet fungerade herrgårdsbyggnaden som äldreboende. Verksamheten avvecklades 2012 och den dåvarande ägaren, Frälsningsarmén, sålde herrgården till de nuvarande ägarna som i dag hyr ut till ett daghem.